# Yunnan Hongta Zuqiu Julebu
Lo Yunnan Hongta Zuqiu Julebu (云南红塔足球俱乐部S, Yúnnán Hóngtǎ Zúqiú JùlèbùP), a volte tradotto come Yunnan Hongta Football Club, è stata una squadra di calcio cinese con sede a Kunming e giocava le sue partite allo Kunming Tuodong Sports Center. La società fu fondata nel 1996, con il nome di Shenzhen Kinspar Zuqiu Julebu, dallo Shenzhen Kinspar Group, giocò prevalentemente all'interno dei campionati inferiori fino a quando non fu venduto allo Yunnan Hongta Group, un produttore di tabacco che ribattezzò la squadra Yunnan Hongta e trasferì il club a Kunming per giocare nello stadio Tuodong. Lo Yunnan Hongta vinse la promozione nella Jia-A League nel 1999 e rimase in massima divisione fino a quando il Chongqing Lifan non acquistò e poi fuse le squadre nel 2003.

## Denominazione
- Nel 1996: Shenzhen Kinspar Zuqiu Julebu (深圳金鹏足球俱乐部S; Shenzhen Kinspar Football Club)
- Dal 1997 al 2003: Yunnan Hongta Zuqiu Julebu (云南红塔足球俱乐部S; Yunnan Hongta Football Club)

## Palmarès

### Altri piazzamenti
- China League Two:

Secondo posto: 1996, 1999